# Parapasiphae
Parapasiphae is een geslacht van kreeftachtigen uit de klasse van de Malacostraca (hogere kreeftachtigen).

## Soorten
- Parapasiphae compta Smith, 1884
- Parapasiphae cristata Smith, 1884
- Parapasiphae kensleyi Wasmer, 2005
- Parapasiphae sulcatifrons Smith, 1884